# Ruta Estatal de Nevada 655
La Ruta Estatal de Nevada 655, y abreviada SR 655 (en inglés: Nevada State Route 655) es una carretera estatal estadounidense ubicada en el estado de Nevada. La carretera tiene una longitud de 1,8 km (1.142 mi).

## Mantenimiento
Al igual que las autopistas interestatales, y las rutas federales y el resto de carreteras estatales, la Ruta Estatal de Nevada 655 es administrada y mantenida por el Departamento de Transporte de Nevada por sus siglas en inglés Nevada DOT.